# HSR-350x
HSR-350 (poznat i kao Korean G-7 i kao KTX) je eksperimentalni vlak velikih brzina južnokorejskih željeznica.
Konačni cilj je stvoriti vlak, koji će moći voziti 350 km/h u Južnoj Koreji.
Trenutna brzina mu je ograničena zbog stanja infrastrukture.

## Karakteristike vozila
- Ukupna dužina vozila: 388 m
- Ukupna težina: 771.2 t (s putnicima)
- Sjedala: Posebni odjeljak - 3 sjedala u redu (127 sjedala), Generički odjeljak - 4 sjedala u redu (808 sjedala), Ukupno sjedala - 935 po vozilu
- Najveća brzina: 300km/h
- Vučna snaga: 13,560KW (18,200 konjskih snaga)
- Akceleracija (ubrzanje): 6 minuta i 8 sekundi za dostizanje 300km/h
- Zaustavni put: 6,400m (2 minute and 32 sekunde)
- Dodatne pogodnosti: Video/audio sustav, intercom sustav, sustavi informiranja putnika dostupni u odjeljcima za putnike, 10 automata za gazirana pića, 3 automata za slatkiše, itd.
- Pogodnosti za invalide: 2 sjedala za invalide po odjeljku, 1 WC za invalide i jedno mjesto za odlaganje invalidskih kolica